# 第73回日本選手権競輪
第73回日本選手権競輪（だい73かいにほんせんしゅけんけいりん）は、2019年4月30日からまで、松戸競輪場で開催された、競輪のGI競走である。優勝賞金は6,500万円（副賞込み）。

## 決勝戦

### 競走成績
- 5月5日（日祝） 16:30 第11レース[3][4][5][6][7]
- 誘導員…武井大介（千葉）[8]

| 着 | 車番 | 選手       | 登録地 | 級 班 | 着差     | 決まり手 | 上がり (秒) | H/B | 特記   |
| -- | ---- | ---------- | ------ | ----- | -------- | -------- | ----------- | --- | ------ |
| 1  | 1    | 脇本雄太   | 福井   | SS    |          | 捲り     | 9.3         |     |        |
| 2  | 5    | 清水裕友   | 山口   | SS    | 3/4車身  | 捲り     | 9.4         |     |        |
| 3  | 9    | 菅田壱道   | 宮城   | S1    | 3車身    |          | 9.6         |     |        |
| 4  | 7    | 古性優作   | 大阪   | S1    | 1車身1/2 |          | 9.6         | S   |        |
| 5  | 3    | 渡邉雄太   | 静岡   | S1    | 1車身1/2 |          | 10.1        | JHB |        |
| 6  | 6    | 田中晴基   | 千葉   | S1    | 3/4車身  |          | 10.0        |     |        |
| 7  | 4    | 原田研太朗 | 徳島   | S1    | 1車身1/2 |          | 9.9         |     |        |
| 8  | 2    | 松浦悠士   | 広島   | S1    | 3/4車身  |          | 10.1        |     | 事故入 |
| 9  | 8    | 深谷知広   | 愛知   | S1    | 大差     |          | -           |     |        |

### 配当金額
| 1=4 | 720円 | (4) |

| 1=5=9 | 10,200円 | (33) |

| 1-4 | 790円 | (4) |

| 1-5-9 | 22,360円 | (72) |

| 1=5 | 1,590円 | (5) |

| 1=5 | 400円   | (4)  |
| 1=9 | 830円   | (10) |
| 5=9 | 3,280円 | (34) |

| 1-5 | 1,870円 | (7) |

### レース概要
全員が自力または自在選手のメンバー構成となるも、地区ごとでまとまり、残った北日本と中部が単騎の細切れ戦となった。
スタートは、最内の脇本が出て行く様子を見た古性が牽引する形で誘導員を追う。脇本雄太－古性優作、清水裕友－松浦悠士－原田研太朗、菅田壱道、渡邉雄太－田中晴基、深谷知広。青板1センターで渡邉－田中が上昇し、脇本－古性は最後方まで下げる。残り2周の赤板手前で誘導員が退避。7番手にいた単騎の深谷が内を進み、渡邉－田中－深谷－清水－松浦－原田－菅田、4-5車身ほど空いて8番手が脇本－古性の態勢で打鐘。
徐々に加速して最終1角での原田の牽制も乗り越え、大外ロング捲りの脇本が直線で清水を捕らえてそのままゴール。33年ぶり7人目のダービー完全優勝を果たした（1986年平塚の滝澤正光以来）。4日制以上のGI完全優勝自体、21年ぶりの記録となった（1998年一宮オールスターの山口幸二以来）。
最終ホーム3番手から早めの捲りを出した深谷は、1センターで前を走る田中から2発目のブロックを受けて万事休すとなった。この時の深谷との接触を回避しながら捲って3コーナー過ぎに渡邉を飲み込んだ清水が、2着に残った。
最後方から大きく空いた内にコースを見出して松浦を捌いた菅田が、3着。
脇本に付けきったものの最後に相互接触で一旦外に膨らんだ古性は、4着。
4コーナー手前に菅田と古性との狭間で接触して後輪破損した松浦は、8着で事故入。

## 特記事項
- 松戸でのGI開催は、岩津裕介が制覇した2016年8月の第59回オールスター競輪以来。日本選手権競輪開催は、村上博幸が制覇した2010年3月（第63回大会）以来で9年ぶり5回目。

- 2016年（第70回大会）以降の例年と同様、ゴールデンウィーク中の開催となったが、今回は平成から令和への改元にともなう10連休も相まった。

- 本場イベントとしては、4日に「2代目松戸けいりん応援大使決定戦！」が行われた。最終日の5日には、解散する初代松戸けいりん応援大使・Parfaitのラストライブを実施[21][22][23]。

- 地上波の決勝戦中継は「坂上忍の勝たせてあげたいTV 日本選手権競輪2019」《日本テレビ系列全国ネット》[24][25][26]。

- 表彰式のトロフィー贈呈は、地元千葉県出身のキックボクサーである那須川天心が、担当した[17]。

- オール休日で行われた6日間の総売上は、135億8168万5600円で、前年より微減に終わった（目標は140億円[27]）[28]。

- 翌年の第74回大会は直前に開催中止が決定したため、次回開催は翌々年（2021年）の第75回大会となった。

### 競走データ
- 金子貴志が日本選手権連続20回出場を達成。初日の30日、開会式でJKAから記念メダルが贈呈、表彰された[29]。

- 日本選手権競輪で優勝すればグランドスラムとなる山崎芳仁は、1次予選1着・2次予選2着で勝ち上がったが、準決勝で敗退した。

- 決勝メンバー9名は24歳から33歳までで、平均年齢は約28.4歳となった[16]（90期代が6名・100期代が3名）。今回がGI初優出となったのは、渡邉雄太と、地元・田中晴基の2名[30]。2月の全日本選抜から連続GI優出したのは松浦悠士のみ。脇本雄太は、全走1着で勝ち上がってきた（4日制以上のGIでは昨年2月・全日本選抜の山田英明以来）。